# Ello (település)
Ello (lombardul: Ell) település Olaszországban, Lombardia régióban, Lecco megyében. Lakosainak száma 1191 fő (2023. január 1.). Ello Dolzago, Oggiono, Colle Brianza és Galbiate községekkel határos.

## Népesség
A település lakossága az elmúlt években az alábbi módon változott:
| Lakosok száma | 1224 | 1207 | 1191 |
|               | 2017 | 2018 | 2023 |